# 啓発デー
啓発デー（けいはつデー、英: awareness day）は、国内または世界的に指定された日で、通常は大きな組織や政府が、国内または世界的なレベルで、医療や倫理についての重要な主張を啓発する日である。啓発日（けいはつび）とも呼ばれる。

## 主な啓発デー
この一覧は未完成です。加筆、訂正して下さる協力者を求めています。

### 1月
- 世界点字デー - 1月4日
- インクルーシブを考える日 - 1月20日

### 2月
- 世界てんかんの日 - 2月第2月曜日
- 国際小児がんデーの日 - 2月15日
- 世界希少・難治性疾患の日 - 2月末日

### 3月
- 世界腎臓デー - 3月第2木曜日[1]
- 18トリソミーの日 - 3月18日
- 世界ダウン症の日 - 3月21日
- てんかん啓発の日（パープルデー） - 3月26日

### 4月
- 世界自閉症啓発デー - 4月2日
- 養子の日 - 4月4日
- 世界保健デー - 4月7日
- きょうだいの日 - 4月10日
- 世界パーキンソンデー - 4月11日
- 失語症の日 - 4月25日
- 日本こどもホスピスの日 - 4月28日
- 労働安全衛生世界デー - 4月28日

### 5月
- 世界ぜんそくデー - 5月第1火曜日
- 話記念日 - 5月5日
- 世界ループスデー（全身性エリテマトーデス（SLE）の日） - 5月10日
- ME/CFS世界啓発デー - 5月12日
- 国際看護師の日／看護の日 - 5月12日
- 慢性疲労症候群世界啓発デー - 5月12日
- レックリングハウゼン病（NF）世界啓発デー - 5月17日
- IBDを理解する日／世界IBDデー - 05月19日
- ほじょ犬の日 - 5月22日
- 難病の日 - 5月23日

### 6月
- アンガーマネジメントの日 - 6月6日
- らい予防法による被害者の名誉回復及び追悼の日 - 6月22日
- ドラベ症候群の日 - 6月23日

### 7月
- こころの日 - 7月1日
- 世界肝炎デー - 7月28日

### 9月
- 防災の日 - 9月1日
- 世界自殺予防デー - 9月10日
- 手話言語の国際デー - 9月23日

### 10月
- 世界脳性まひの日（Warm Green Day） - 10月6日
- 世界メンタルヘルスデー - 10月10日
- 転倒予防の日 - 10月10日
- 国際防災の日 - 10月13日
- 世界手洗いの日 - 10月15日
- 貧困撲滅のための国際デー - 10月17日
- 国際吃音啓発の日 - 10月22日
- インターセックス啓発デー - 10月26日

### 11月
- いい医療の日 - 11月1日
- 介護の日 - 11月11日
- 世界糖尿病デー - 11月14日
- 世界の子どもの日 - 11月20日
- 産業カウンセラーの日 - 11月23日

### 12月
- 世界エイズ・デー - 12月1日
- 国際障害者デー - 12月3日
- 世界人権デー - 12月10日